# Commandant en chef des forces aérospatiales russes
Le commandant des forces aérospatiales russes (russe : Главнокомандующий Воздушно-космическими силами) est l'autorité de commandement en chef des forces aérospatiales russes. Le poste est créé en 2015, lorsque l'armée de l'air russe, les forces de défense aérienne et antimissile russes et les forces spatiales russes ont été placées sous un commandement unifié. Il est nommé par le président de la Russie. Le commandant actuel est le lieutenant général Viktor Afzalov (en).

## Liste des commandants
| # | Portrait | Nom                                                        | Début et fin de mandat | Début et fin de mandat | Durée du mandat  |
| - | -------- | ---------------------------------------------------------- | ---------------------- | ---------------------- | ---------------- |
| 1 |          | Colonel général Viktor Bondarev (1959–)                    | 1er août 2015          | 26 septembre 2017      | 2 ans, 56 mois   |
| – |          | Lieutenant général Pavel Kouratchenko (ru) (1961–) intérim | 26 septembre 2017      | 22 novembre 2017       | 57 jours         |
| 2 |          | Général d'armée Sergueï Sourovikine (1966–)                | 22 novembre 2017       | 22 août 2023           | 5 ans, 273 jours |
| 3 |          | Lieutenant général Viktor Afzalov (en) (1968–) intérim     | 22 août 2023           | en cours               | 6 jours          |